# بابلو أنطونيو فيلانويفا راميريز
بابلو أنطونيو فيلانويفا راميريز هو سياسي مكسيكي، ولد في 29 يونيو 1957 في موريليا في المكسيك. نشط حزبياً في حزب العمل الوطني. وقد انتخب عضو مجلس النواب المكسيك ‏.